# Allopachria schramhauseri
Allopachria schramhauseri är en skalbaggsart som beskrevs av Wewalka 2000. Allopachria schramhauseri ingår i släktet Allopachria och familjen dykare. Inga underarter finns listade i Catalogue of Life.